# Deutsche Postagentur Lamu
Die Deutsche Postagentur Lamu war die erste Auslandspostanstalt des Deutschen Kaiserreiches auf ostafrikanischem Boden. Sie bestand von 1888 bis 1891. Die Schließung stand im Zusammenhang mit der Aufhebung der deutschen Schutzherrschaft im nahegelegenen Sultanat Witu.

## Geschichte

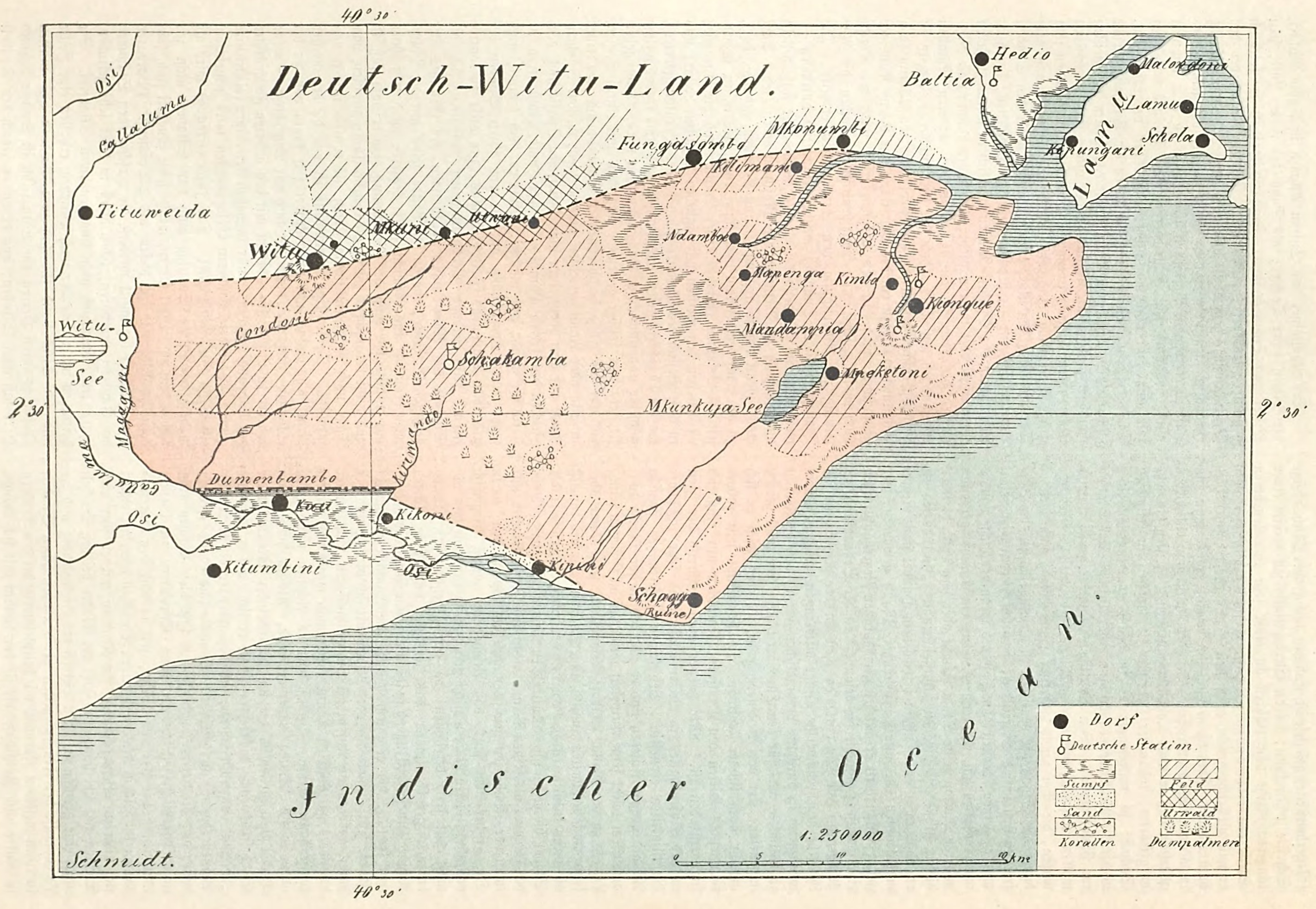
Karte des Witugebietes sowie der Insel und des Ortes Lamu (oben rechts) – Karte von Rochus Schmidt, um 1888

Der Ort Lamu befindet sich auf der gleichnamigen Insel im Lamu-Archipel vor der Küste des heutigen Kenias. Im Mai 1885 erklärte die deutsche Regierung die Schutzherrschaft über ein Gebiet bei Witu auf dem gegenüberliegenden Festland. Das Gesuch ging auf die Brüder Denhardt zurück, die im April 1885 mit dem dortigen Sultan einen Vertrag geschlossen hatten. Der Lamu-Archipel gehörte jedoch nicht zum deutschen Schutzgebiet und war auch aus damaliger Sicht für Deutsche Ausland. Obwohl der Reichsschutz gegenüber der Regionalmacht Sansibar politisch durchgesetzt wurde, hielt sich die deutsche Regierung mit Investitionen in Lamu und Witu zurück. Im Frühjahr 1885 lehnte der Reichstag die durch Generalpostdirektor Heinrich von Stephan angeregte Förderung von Reichspostdampferlinien nach Afrika zunächst ab.
In den folgenden Jahren häuften sich die Klagen deutscher Reichsangehöriger über ungenügenden Postverkehr zwischen Lamu und Deutschland. So kam es durch ausländische Schiffe zu Verzögerungen und die Post galt als ungeschützt gegen Übergriffe fremder Staaten. Zwar übernahmen Schiffe der British India Line regelmäßig Postbeförderungen, es gab jedoch keinen organisierten Postdienst. Eintreffende Post wurde zumeist indischen Zöllnern übergeben. Zeitgenössischen Berichten zufolge schütteten die Zöllner mangels Sprachkenntnissen die Briefe aus den Postsäcken einfach auf den Boden. Den Empfängern war nun die Suche nach ihren Sendungen selbst überlassen. Für abgehende Post gab es demnach eine Holzkiste mit zwei Fächern. In ein Fach legten die Absender die Post nach Norden (Aden und Europa) und in das andere die nach Süden (Mombasa und Sansibar).
Diese Zustände riefen Hilfegesuche kolonialer Kreise an die Reichspost hervor. Den Bitten wurde schließlich durch die Einrichtung einer kaiserlichen Postagentur auf Lamu entsprochen. Die Eröffnung fand am 22. November 1888 in zwei Räumen des Hauses der Deutschen Witu-Gesellschaft statt. So sollte nicht nur die Kommunikation der Deutschen auf Lamu leichter, sondern auch die Anbindung des Witugebietes besser werden. Die Leitung der Agentur wurde einem Vertreter der Deutschen Witu-Gesellschaft übertragen und der Oberpostdirektion in Hamburg unterstellt. Jedoch gehörte die Agentur nicht dem Weltpostverein an, obwohl dessen Tarife Anwendung fanden. Die Agentur war zur Annahme und Ausgabe gewöhnlicher und eingeschriebener Briefsendungen befugt. Dazu zählten auch Postkarten, Drucksachen und Warenproben. Postpakete wurden hingegen nicht befördert und auch eine Zustellung bestand nicht. Die Postbeförderung erfolgte durch die British India Line oder mit Küstenschiffen nach Sansibar. Die Insel war über eine französische Schiffslinie mit Marseille verbunden, von wo aus die Post weiter nach Deutschland ging. Die Beförderung Berlin–Lamu dauerte ungefähr 20 Tage. Zudem wurden nach wiederholten Bemühungen die deutschen Postdampferlinien um afrikanische Ziele ergänzt. Dies wirkte sich aber kaum noch aus, denn nur wenige Postdampfer der neugegründeten DOAL liefen Lamu noch vor Schließung der Agentur an: im August und Dezember 1890 die Reichstag und im Oktober 1890 die Bundesrath.
Der Betrieb der Postagentur war von kurzer Dauer. Infolge des sogenannten Helgoland-Sansibar-Vertrages von 1890 ließ das Deutsche Reich alle Ansprüche hinsichtlich Witus zugunsten des Vereinigten Königreiches fallen. Daher war eine deutsche Verwaltung des Witugebietes nicht länger erforderlich, was auch die Bedeutung der Postbeförderung von und nach Lamu verringerte. Nach politischen Spannungen und der Errichtung eines britischen Postamtes im Juli 1890 wurde die deutsche Postagentur am 31. März 1891 geschlossen.

## Mitarbeiter der Agentur

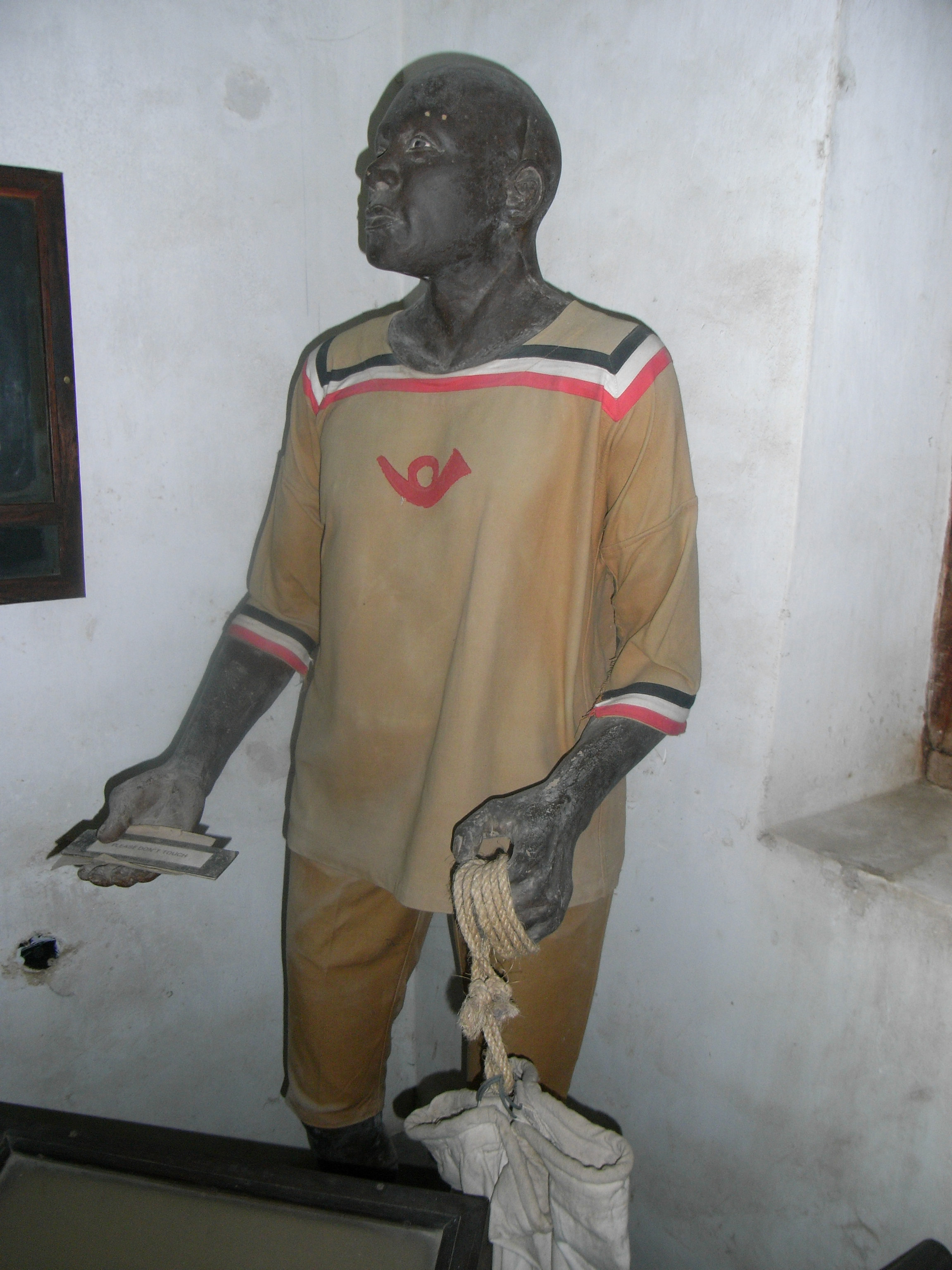
Uniform eines Bediensteten der Postagentur Lamu (im dortigen German Post Office Museum, Foto von 2009)

In der Agentur waren keine Fachbeamten tätig. Sie wurde nebenberuflich von folgenden Angestellten der Deutschen Witu-Gesellschaft geleitet:
- Kurt Toeppen (vom 22. November 1888 bis zum 30. Juni 1890)
- Carl Weiß (vom 1. Juli 1890 bis zum 31. März 1891)

Den Leitern unterstanden einheimische Bedienstete, die eine einfache kurzärmlige Uniform in Ocker mit einem roten Posthorn und den damaligen deutschen Farben Schwarz-Weiß-Rot trugen.

## Erinnerung
Der Haupteingang der ehemaligen Postagentur befindet sich an der heutigen Kenyatta Avenue – lokal ist die Bezeichnung Usita wa pwani („Strandstraße“) gebräulich. Seit Dezember 1996 erinnert das kleine German Post Office Museum in der Altstadt von Lamu an die Agentur.

Entwertungsstempel der deutschen Postagentur Lamu

Unter Philatelisten ist die Postagentur besonders durch ihren Entwertungsstempel bekannt, der über die gesamte Dauer ihres Bestehens Verwendung fand. In einem runden Rahmen trägt der Stempel die Bezeichnung LAMU OSTAFRIKA und einen Datumszusatz darunter. Als Postwertzeichen wurden ausschließlich Briefmarken des Deutschen Reiches geführt. Zur Eröffnung der Agentur wurden Marken der Reichspostausgabe 1875/80 (Pfennig-Ausgabe) in Gebrauch genommen. Sie blieben bis zum Aufbrauchen bzw. bis zur Schließung der Agentur frankaturgültig. Marken der ab dem 1. Februar 1891 gültigen Ausgabe 1889 (Krone/Adler-Ausgabe) wurden höchstens in den letzten fünf Wochen vor der Schließung verwendet. Die Marken werden unter Sammlern als sogenannte deutsche Kolonial-Vorläufer gehandelt, auch wenn Lamu nie zu einer deutschen Kolonie wurde und der Begriff daher sachlich unzutreffend ist. Aus der Erstausstattung der Agentur standen neben 8.700 Briefmarken auch 250 Einschreibezettel zur Verfügung, deren Menge bis zum Vortag der Schließung ausreichte. Diese amtlichen R-Zettel tragen die Beschriftung Lamu (Ostafrika). Eingeschrieben. und eine fortlaufende Nummer. Lediglich am 31. März 1891, dem letzten Betriebstag, kam es aufgrund von Sammlerwünschen zusätzlich zu provisorischen handschriftlichen R-Vermerken mit Rotstift bzw. roter Tinte.